# 劉瑜 (弘治癸丑進士)
劉瑜（1464年—？年），字廷璧，四川成都左護衛籍，仁壽縣人，治《書經》，明朝政治人物。

## 生平
四川鄉試第三十二名舉人。弘治六年（1493年）中式癸丑科會試第一百四十一名，三甲第三十五名進士。

## 家族
曾祖劉秉賢，主簿；祖父劉瑁，封主事；父劉元，貴州左布政使。母李氏（封安人）。具庆下。